# Анарита
Анарѝта (на гръцки: Αναρίτα) е село в Кипър, окръг Пафос. Според статистическата служба на Република Кипър през 2001 г. селото има 368 жители.
Намира се на 3 км североизточно от Тими.